# Sumatra (hønserace)
Sumatra er en hønserace, der stammer fra Sumatra, hvilket er årsag til navnet.
Hanen vejer 2-2,5 kg og hønen vejer 1,75-2,25 kg. De lægger hvide til gullige æg à 53-60 gram. Racen findes også i dværgform.

## Farvevariationer
- Sort
- Blå randtegnet
- Sortrød